# Bahnhof Waren (Müritz)
Der Bahnhof Waren (Müritz) in der gleichnamigen Stadt ist ein Eisenbahnknotenpunkt in Mecklenburg-Vorpommern. Hier treffen die Bahnstrecken Neustrelitz–Warnemünde, Parchim–Neubrandenburg (Mecklenburgische Südbahn) und die 1998 stillgelegte Verbindung nach Malchin zusammen. Das Empfangsgebäude und das Güterabfertigungsgebäude stehen unter Denkmalschutz.

## Lage
Der Bahnhof liegt im Norden der Stadt Waren (Müritz) im Landkreis Mecklenburgische Seenplatte, etwa einen Kilometer vom Stadtzentrum entfernt. Die Gleisanlagen verlaufen annähernd in nordwestlich-südöstlicher Richtung, das Empfangsgebäude steht im südlichen Bahnhofsteile auf der östlichen, innenstadtabgewandten Seite. Im nordwestlichen Bahnhofsteil trennen sich die Streckenäste in Richtung Parchim, Warnemünde und Malchin, in der anderen Richtung zweigen die Strecken Richtung Neubrandenburg und Neustrelitz erst im Bahnhof Kargow ab.

## Geschichte

### Vorgeschichte und Bau

Waren um 1890. Der Bahnhof entstand nördlich der Stadt. Am oberen Rand von links nach rechts die Strecken nach Malchow, Rostock und Malchin.

Mitte der 1860er Jahre zeigte Waren großes Interesse an einem Eisenbahnanschluss. Der örtliche Bürgerausschuss beschwerte sich 1864 beim Großherzog, dass die Bahnstrecke aus Güstrow über Neubrandenburg deutlich an Waren vorbeigehen würde. Waren würde ohne Eisenbahn an Bedeutung verlieren. Erst 15 Jahre später erhielt sie die erste Eisenbahn. Die Mecklenburgische Friedrich-Franz-Eisenbahn eröffnete am 9. November 1879 eine Stichstrecke aus Malchin, wo Anschluss nach Güstrow und Neubrandenburg bestand. Der erste Warener Bahnhof lag an der Friedrich-Franz-Straße, der heutigen Malchiner Straße. Der Straßenname „Am Alten Bahndamm“ nördlich des jetzigen Bahnhofs erinnert an den ehemaligen Verlauf der Bahnstrecke nach Malchin.
1885 und 1886 erreichten zwei weitere Bahnstrecken die Stadt. Die Mecklenburgische Südbahn-Gesellschaft eröffnete im Januar 1885 die Strecke von Parchim nach Neubrandenburg, die Eisenbahn- und Dampfschiffs-Actien-Gesellschaft Deutsch-Nordischer Lloyd im Juni 1886 die als „Lloydbahn“ bekannt gewordene Bahn von Neustrelitz nach Warnemünde mit Schiffsanschluss nach Kopenhagen. Der Bau der Strecken durch die Stadt war mangels Platzes schwierig, da die Altstadt die Fläche zwischen zwei Seen ausfüllte. Dem Streckenbau musste ein Teil der Stadtmauer und mehrere Häuser weichen. Auf engem Raum verliefen die Gleise der Südbahn, der Lloydbahn und der Anschlussbahn zum Hafen parallel. Der Bahnhof mit einem von der Lloydbahn gebauten repräsentativen Empfangsgebäude entstand auf freiem Feld nördlich der Stadt und wurde von beiden Bahngesellschaften genutzt. Vom Bahnhof zur Innenstadt führte parallel zu den Streckengleisen eine Anschlussbahn zum Hafen an der Müritz.

### Staatsbahn

Bahnsteige und Gleise im Jahr 1907

Mitte der 1890er Jahre gingen Lloyd- und Südbahn in das Eigentum des Großherzogtums Mecklenburg-Schwerin über. Damit unterstanden alle drei Waren berührenden Bahnstrecken einer einzigen Verwaltung. Daraufhin wurde auch die Malchiner Bahn in den Bahnhof der Lloyd- und Südbahn eingeführt und der eigene Bahnhof für die Strecke nach Malchin aufgegeben.
In den folgenden Jahrzehnten führte das industrielle Wachstum zu einer erhöhten Verkehrsnachfrage. Die beengte städtebauliche Situation mit wenig Platz und einer Vielzahl von Bahnübergängen führte immer wieder zu Problemen, vor allem in Richtung des innenstadtnahen Hafens. Größere Erweiterungen des eigentlichen Bahnhofsareals in Richtung Norden entstanden Anfang der 1920er Jahre. Die Güterverkehrsanlagen wurden erweitert, ein neues Bahnbetriebswerk entstand. Die Probleme mit der Gleisführung im Innenstadtbereich bestanden aber weiterhin.
Im Jahr 1932 wurde die Bahnhofsbezeichnung von ursprünglich Waren (Meckl.) auf Waren (Müritz) geändert.

### Niedergang nach 1945 und Wiederaufbau
Zu einer großen Zäsur kam es nach dem Ende des Zweiten Weltkriegs. Die Hauptstrecke zwischen Neustrelitz und Rostock wurde größtenteils als Reparationsleistung an die Sowjetunion abgebaut, ebenso die Strecke in Richtung Neubrandenburg und der Abschnitt der Mecklenburgischen Südbahn zwischen Karow und Malchow. Waren war (wie in den allerersten Jahren der Eisenbahn in der Stadt) nur noch aus Richtung Malchin mit dem übrigen Eisenbahnnetz verbunden, hinzu kam das als Stichstrecke betriebene Reststück der Südbahn bis Malchow. Auch ein Großteil der Gleisanlagen im Bahnhof selbst wurde beseitigt.
1948 begann der Wiederaufbau eines Teils der Südbahnstrecke bis Möllenhagen vor allem für den Güterverkehr als Anschluss zu einem Schwellenwerk. Für das Reststück bis Neubrandenburg war die Wiederinbetriebnahme immer wieder in Diskussion, wurde jedoch nie realisiert. Mit dem Bau des Rostocker Überseehafens wurde die direkte Strecke von Neustrelitz über Waren nach Rostock ab Ende der 1950er Jahre dringend benötigt. 1958 begann der Wiederaufbau der Strecke, teilweise auf neuer Trasse. 1961 ging sie zunächst provisorisch als Nebenbahn, 1964 als Hauptbahn wieder in Betrieb. Damit wuchs die Bedeutung des Bahnhofs Waren (Müritz) wieder deutlich an, auch die zwischenzeitlich demontierten Gleisanlagen im Bahnhof wurden wieder aufgebaut. Die reparationsbedingte Streckenlücke auf der Südbahn zwischen Malchow und Karow wurde 1968 wieder geschlossen, so dass seitdem wieder durchgehende Fahrten in Richtung Ludwigslust möglich waren.
Ein lange Zeit weiterhin ungelöstes Problem blieb die Gleisführung im Innenstadtbereich. Verschiedene Varianten wurden diskutiert, dazu zählte ein weiträumige nördliche Umfahrung der Stadt und ein neuer Bahnhof im Westen der Stadtgebiets. Schließlich entstand eine Verkehrslösung mit einer neuen begradigten Bahntrasse und einer Umgehungsstraße nördlich der Altstadt am Tiefwarensee. Eine Reihe von Häusern im Altstadtbereich wurden abgerissen. Die neue Strecke ging am 29. August 1977 in Betrieb, die alten Gleisanlagen wurden bis 1980 abgebaut und an der Müritz entstand eine Uferpromenade.
Am 15. Dezember 1984 wurde der elektrische Zugbetrieb im Bahnhof Waren (Müritz) zunächst aus Richtung Neustrelitz aufgenommen, am 18. Mai folgte der Abschnitt in Richtung Güstrow und Rostock.

### Entwicklung nach 1990

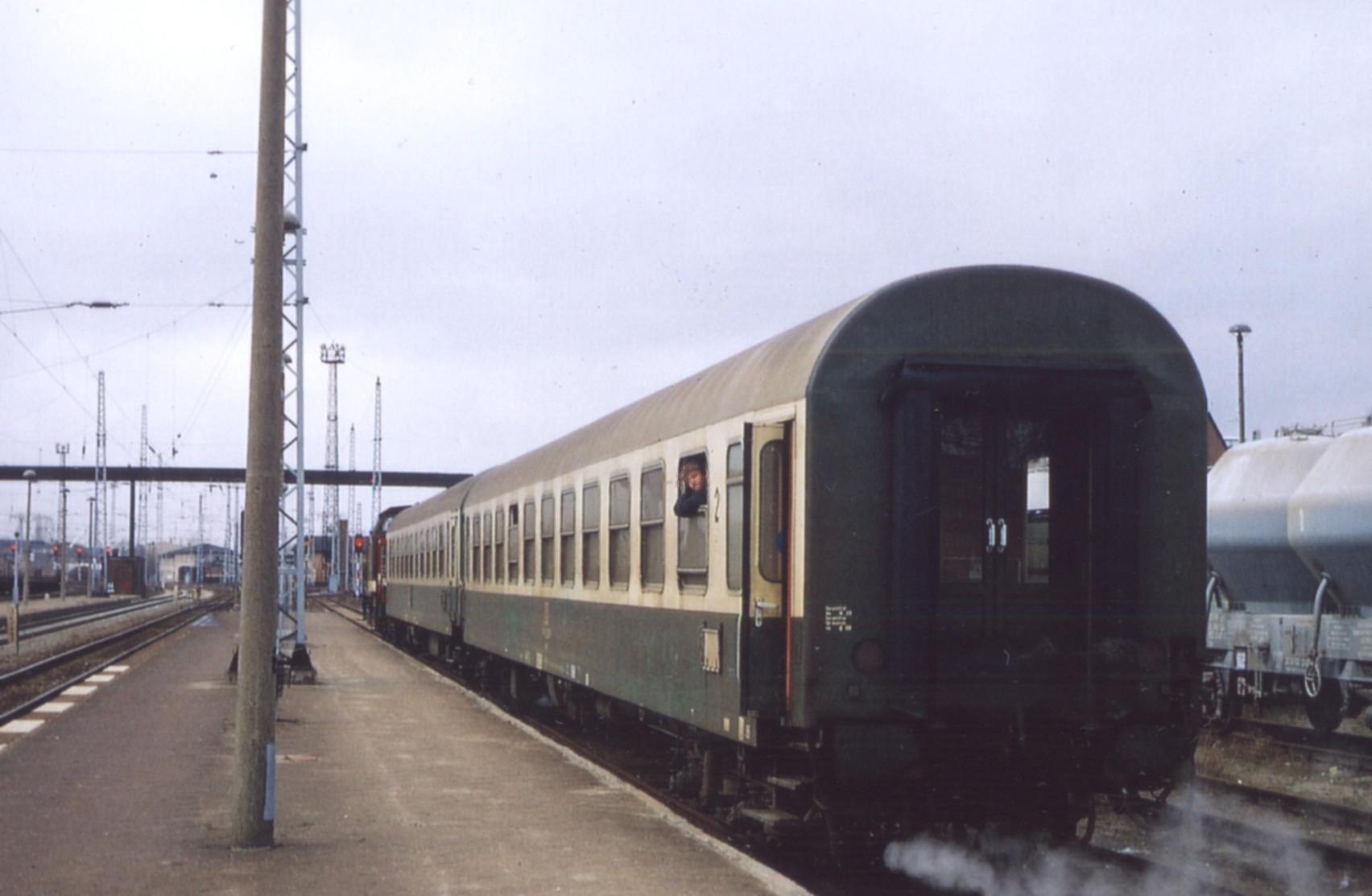
Zug nach Malchin 1996, kurz vor Einstellung des Verkehrs

Nach 1990 ließ die Bedeutung des Bahnhofs nach. Ein Großteil des einstigen Güterverkehrs wurde auf die Straße verlagert und viele Fabriken ganz geschlossen. Ein Teil der Güterverkehrsanlagen wurde in den folgenden Jahrzehnten abgebaut. Auch im Personenverkehr ließ die Bedeutung nach. 1996 endete der Verkehr auf der Strecke Waren–Malchin, die Strecke wurde wenig später stillgelegt. 1998 wurden die Nahverkehrszüge zwischen Waren und Güstrow vom Land Mecklenburg-Vorpommern abgestellt, es verblieben nur noch die Interregio-Züge. Diese wurden im Jahr 2000 durch die Deutsche Bahn gestrichen und durch vom Land bestellte Regional-Express-Züge ersetzt. Der internationale Verkehr auf der Strecke Waren – Rostock – Warnemünde nach Dänemark war bereits 1995 eingestellt worden.

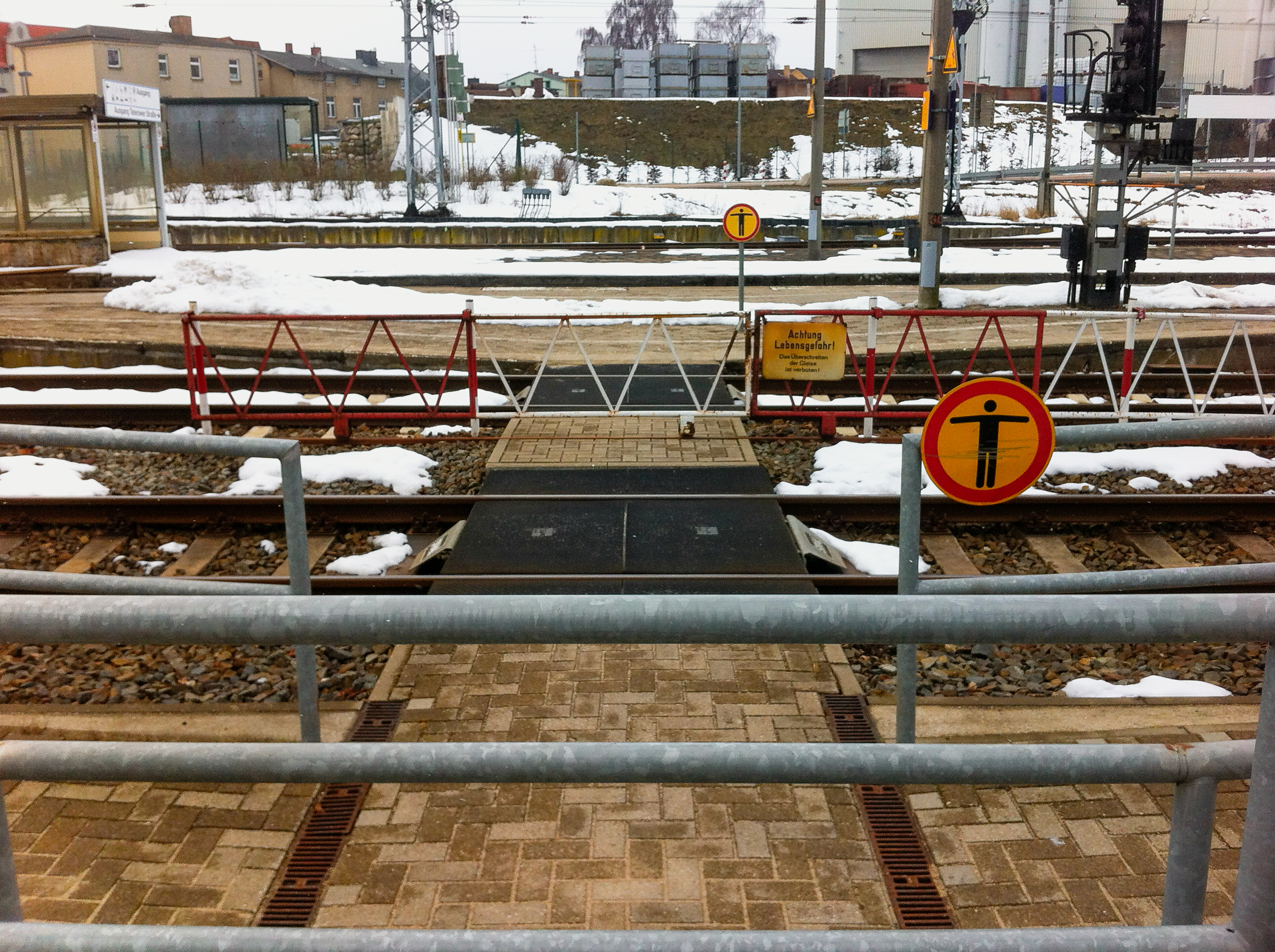
Bahnübergang für Personen, 2019 zurückgebaut

Ende 2014 endete auch der durchgehende Verkehr auf der Südbahn zwischen Waren und Parchim, verbunden auch mit Verkehrsausdünnungen in Richtung Neustrelitz. Nach Protesten wurde der Abschnitt zwischen Waren und Malchow auch weiterhin von Reisezügen bedient.

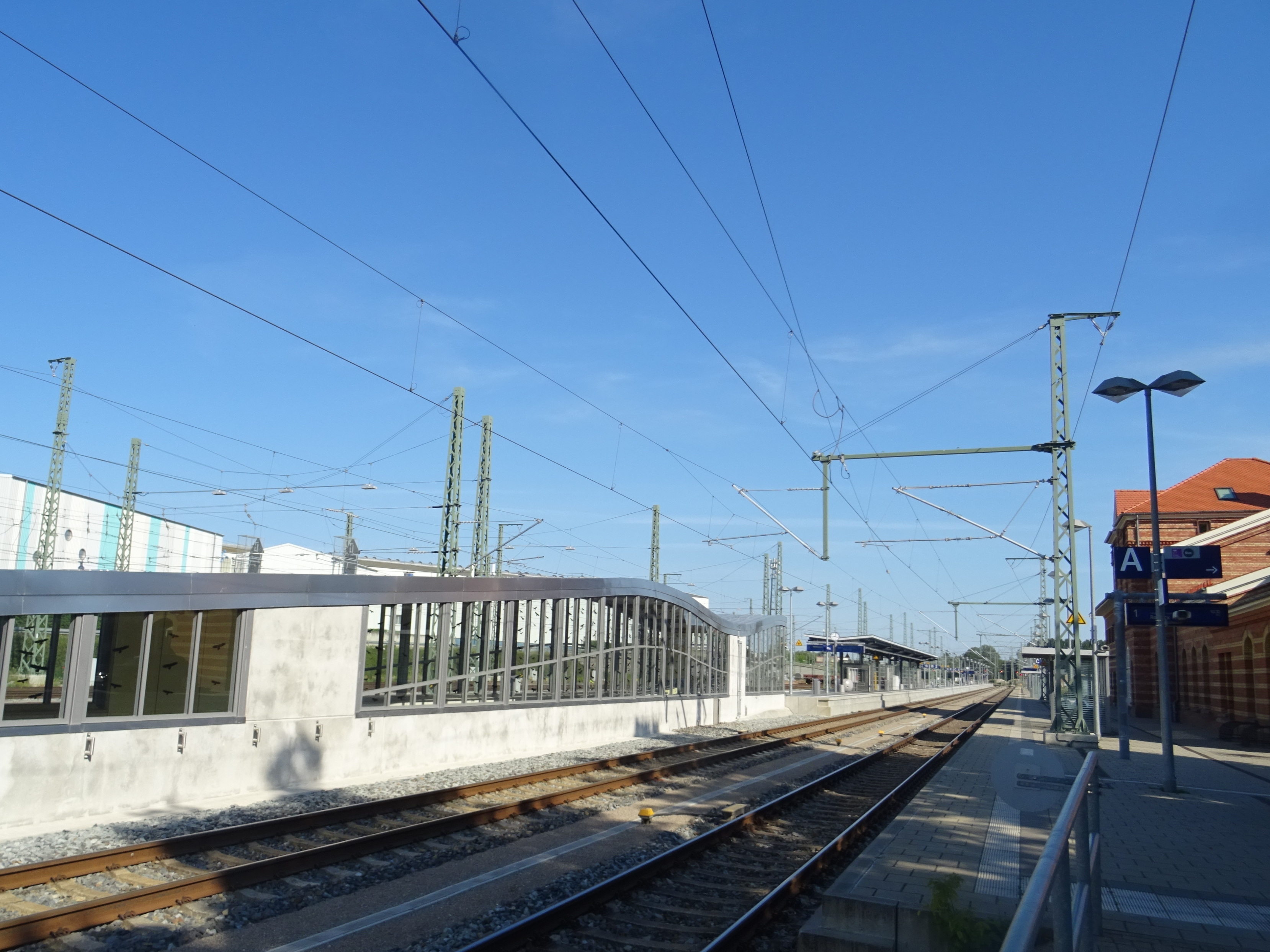
Bahnsteige und Rampe zum Inselbahnsteig nach dem Umbau

2012/13 wurde die Strecke Neustrelitz–Rostock erneuert und für 160 km/h Streckengeschwindigkeit ausgebaut. Der Bahnhof Waren (Müritz) war während der Bauarbeiten für neun Monate ausschließlich aus Richtung Karow angebunden. Die Bahnhofsanlagen selbst wurden erst von 2017 bis Ende 2019 umgebaut. Die Weichen und Signale wurden dabei an ein elektronisches Stellwerk angeschlossen, die Bahnsteige wurden neu gebaut, wobei der nicht mehr benötigte zweite Inselbahnsteig sowie der Bahnübergang für Personen von Bahnsteig 1 zum Inselbahnsteig 2/3 beseitigt wurde. Der Inselbahnsteig 2/3 ist seitdem über eine Rampe vom Bahnhofstunnel aus barrierefrei erreichbar. Der barrierefreie Zugang in den Tunnel ist von zwei Seiten möglich: von der Teterower Straße über einen Personenaufzug, von der Bahnhofstraße über einen Treppenanlage mit Rampe – Fertigstellung Ende 2022.

## Anlagen

### Empfangsgebäude

Ursprünglicher Teil des Empfangsgebäudes (1902)

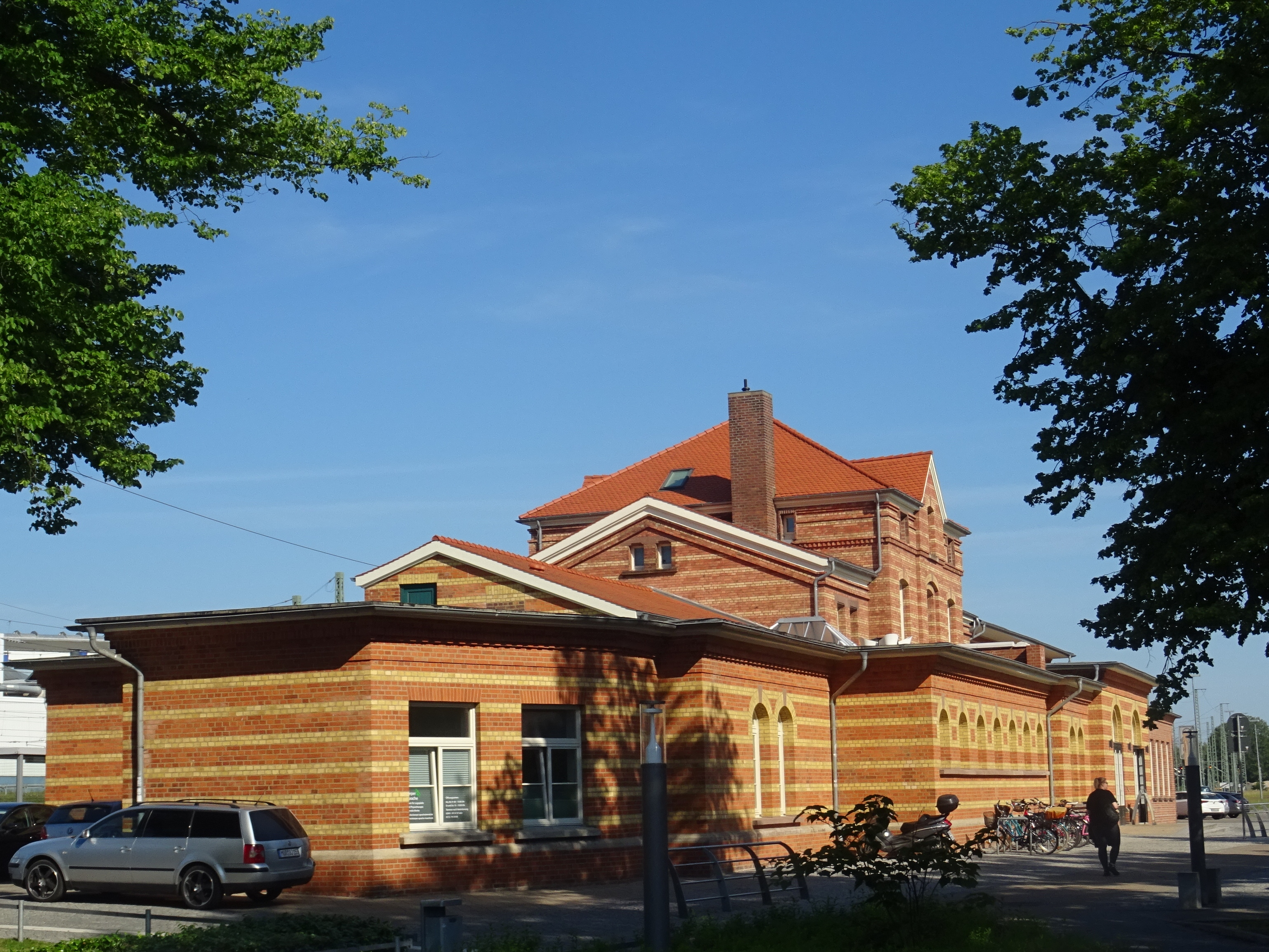
Empfangsgebäude vom Vorplatz aus gesehen

Das Empfangsgebäude steht auf der nordöstlichen, der Innenstadt abgewandten, Seite der Gleisanlagen. Es ist ein langgestreckter Backsteinbau, dessen zentraler Teil aus der Erbauungszeit der Strecke stammt. Ursprünglich war das Bahnhofsgebäude symmetrisch aufgebaut mit einem zweistöckigen Mittelsegment und je einem anderthalb- und einem einstöckigen Teil zu beiden Seiten. In den 1920er Jahren wurde das Gebäude deutlich erweitert. Auf beiden Seiten entstanden ausgedehnte Erweiterungsbauten, das alte Gebäude wurde teilweise, vor allem im nordwestlichen Teil aufgestockt. Im südöstlichen Gebäudetrakt entstand beim Umbau ein Restaurant, nicht zuletzt für die vielen Sommerfrischler. Es erhielt 1926 auf seiner gesamten Fläche einen seinerzeit sehr populären Dachgarten.
Das Bahnhofsgebäude steht unter Denkmalschutz, ebenso wie das nordwestlich davon gelegene Gebäude der Güterabfertigung, das ebenfalls in den 1920er Jahren entstand.
Seit 2014 ist das Bahnhofsgebäude im städtischen Besitz. Die Räumlichkeiten werden unter anderem von mehrere medizinischen Praxen genutzt, hinzu kommt eine private Reiseagentur.

### Bahnsteige und Gleise

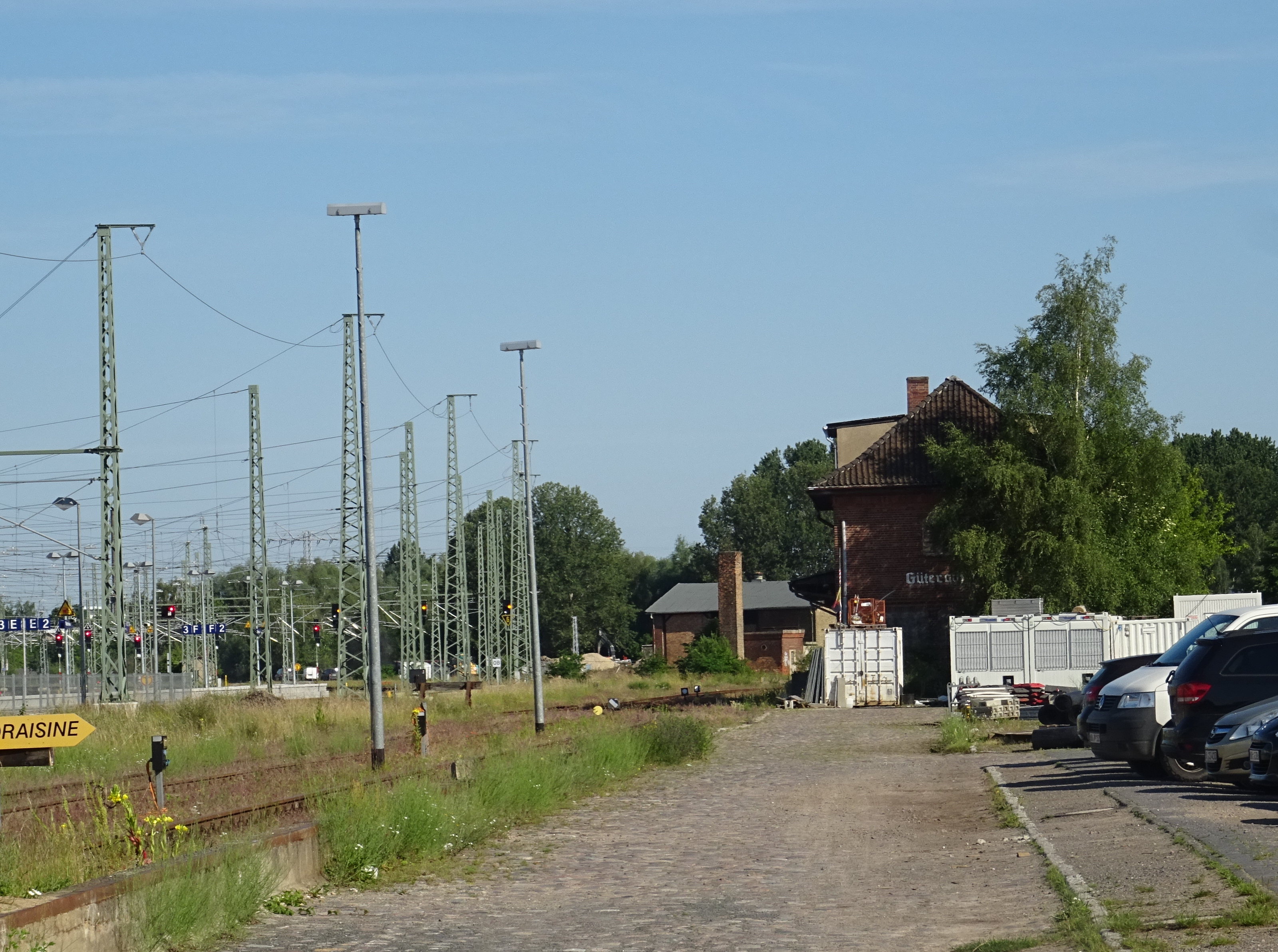
Nördlicher Bahnhofsteil mit Güterabfertigung.

Vor dem Empfangsgebäude liegt der Hausbahnsteig am Gleis 1. Daran schließt sich ein Inselbahnsteig mit den Gleise 2 und 3 an. Weiter südwestlich gab es bis Anfang der 2000er Jahre einen weiteren Inselbahnsteig, der allerdings auf einer Seite direkt an Gleis 3 angrenzte und somit nur eine einzige eigene Bahnsteigkante mit Gleis 4 besaß. Ebenfalls bis Anfang der 2000er Jahre gab es ein weiteres Bahnsteiggleis, ein Richtung Norden führendes Stumpfgleis am Hausbahnsteig, das vor allem von den Zügen in Richtung Malchin genutzt wurde.
Der Inselbahnsteig ist über einen Bahnsteigtunnel am Südostende des Bahnsteigs zu erreichen. Bei der Streckenverlegung in den 1970er Jahren erhielt der Tunnel einen weiteren Ausgang zur Teterower Straße auf der Rückseite der Gleisanlagen.
Südwestlich der Bahnsteiggleise gibt es weitere für den Güterverkehr und betrieblich genutzte Gleise. Die Güterverkehrsanlagen dehnen sich weit in Richtung Nordwesten aus. Zwischen den Strecken in Richtung Rostock und Malchin, die sich bereits kurz nach den Bahnsteigen trennten, befand sich das Bahnbetriebswerk Waren (Müritz).
Im Güterbahnhof befindet sich eine Draisinenverleihstation. Von dort sind Ausflüge mit einer Draisine bis Schwinkendorf auf den Gleisen der ehemaligen Strecke nach Malchin möglich.
Die örtlichen Stellwerke wurden 1984 durch ein zentrales Stellwerk im Bahnhof ersetzt. Dieser war bis 2019 in Betrieb, danach wurde der Bahnhof an ein elektronisches Stellwerk angeschlossen.

## Personenverkehr

### Vor dem Zweiten Weltkrieg
Der Bahnhof war Halt fast aller Schnell- und Eilzüge zwischen Berlin und Rostock. Täglich gab es seit Anfang des 20. Jahrhunderts zwei durchgehende Schnellzüge von Berlin über Waren nach Kopenhagen, im Sommer gab es mehrere Jahrzehnte lang einen zusätzlich Vorzug zwischen Berlin und Warnemünde und zurück zum Tageszug nach Kopenhagen. Hinzu kamen ein bis zwei Eilzüge am Tag Berlin–Waren–Rostock. Auf der Hauptstrecke verkehrten etwa fünf Personenzugpaare am Tag, die meisten durchgehend zwischen Neustrelitz und Rostock. Im ähnlichen Umfang gab es Personenzüge auf der Südbahn, teils zwischen Ludwigslust und Neubrandenburg durchgehend, hinzu kamen zusätzliche Züge nach Malchow. Geringer war das Zugangebot in Richtung Malchin, hier verkehrten nur drei bis vier Zugpaare je Tag und Richtung.

### Zur Zeit der DDR
Nach dem Zweiten Weltkrieg war der Bahnhof aufgrund des Abbaus der Gleise in Richtung Neustrelitz und Rostock nur noch über Malchin angebunden. Es verkehrten bis zu sechs Reisezugpaare täglich zwischen Waren und Malchin. Hinzu kamen auf den von Waren aus als Stichstrecke verbliebenen Teilstrecken der Südbahn vier Zugpaare nach Möllenhagen und fünf nach Malchow.
Nach dem Wiederaufbau der Hauptstrecke wurde Waren (Müritz) wieder zu einem wichtigen Fernverkehrshalt. In den 1970er und 1980er Jahren nahm das Zugangebot zu. In den 1980er Jahren hielten mit leichten saisonalen Unterschieden um die zehn Züge pro Tag und Richtung im Bahnhof. Außer mit Rostock und Berlin war Waren unter anderem direkt mit Dresden, Leipzig, Karl-Marx-Stadt und im internationalen Verkehr mit Kopenhagen, München, Prag und zeitweise auch Budapest verbunden.
Im Regionalverkehr war das Angebot geringer, in Richtung Güstrow, Malchow und Neustrelitz verkehrten um die fünf Personzugpaare am Tag, nach Malchin nur drei. Der Personenverkehr nach Möllenhagen war bereits 1968 eingestellt worden.

### Nach der deutschen Wiedervereinigung

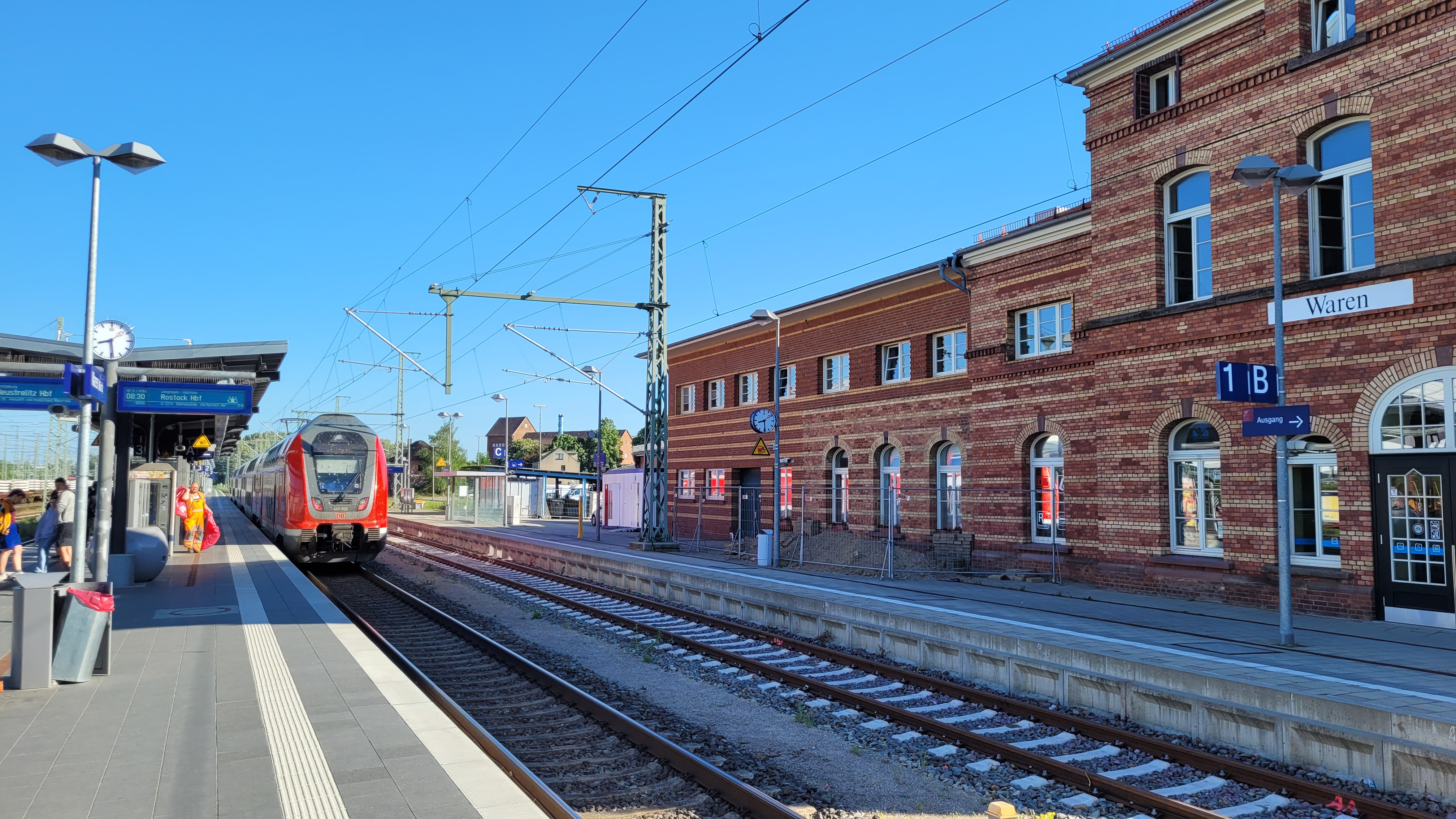
Bahnsteig mit Regionalexpress

Der internationale Verkehr in Richtung Prag und Kopenhagen war 1993 bzw. 1995 eingestellt worden. Das Fernzugangebot wurde 1994 vertaktet, alle zwei Stunden hielten Schnell- bzw. Interregio-Züge zwischen Rostock und wechselnden Zielen südlich Berlins im Bahnhof. Eine im Zweistundentakt fahrende Regionalbahnlinie verkehrte seit 1995 von Neustrelitz über Waren nach Ludwigslust, zeitweise weiter nach Hagenow. Richtung Malchin wurde der Zugverkehr 1996, der Regionalbahnverkehr nach Güstrow 1998 eingestellt. Zuletzt verkehrten dort drei bzw. fünf Zugpaare am Tag.
Im Jahr 2000 stellte DB Fernverkehr die Interregio-Linie ein. Sie wurde durch eine von der Verkehrsgesellschaft Mecklenburg-Vorpommern bestellte Regionalexpresslinie ersetzt. Bis 2020 bedienten nur sporadisch wenige Fernzüge den Bahnhof, darunter zeitweise der private Interconnex. Das Land bestellte 2014 die Regionalbahnlinie Neustrelitz–Waren–Malchow–Parchim ab; nach Protesten aus der Bevölkerung verblieben noch einige Züge zwischen Waren und Malchow.

### Seit 2020
Im Jahr 2020 nahm die Deutsche Bahn wieder den regelmäßigen Fernverkehr auf, seitdem halten alle zwei Stunden Intercity-Züge. Im Fahrplanjahr 2024 wurde mit dem RE 50 eine zusätzliche Linie zwischen Rostock und Neustrelitz eingerichtet. Zusammen mit dem bestehenden RE 5 ergibt sich somit ein Stundentakt nach Rostock und Neustrelitz.
Der Bahnhof Waren wird von folgenden Eisenbahnlinien bedient:
| Linie                 | Linienverlauf | Takt (min)                                                      | EVU              |
| --------------------- | --- | --------------------------------------------------------------- | ---------------- |
| IC 17                 | Warnemünde – Rostock Hbf – Waren (Müritz) – Neustrelitz Hbf – Oranienburg – Berlin Hbf – Elsterwerda – Dresden Hbf (– Freiberg (Sachs) – Chemnitz Hbf) Zwei Zugpaare von/nach Chemnitz Hbf Im Nachtverkehr ein Zugpaar von/nach Wien Hauptbahnhof | 120                                                             | DB Fernverkehr   |
| RE 5                  | Rostock Hbf – Güstrow – Waren (Müritz) – Neustrelitz Hbf – Fürstenberg (Havel) – Löwenberg (Mark) – Oranienburg – Berlin Hbf – Berlin Südkreuz | 120                                                             | DB Regio Nordost |
| RE 50                 | Rostock Hbf – Güstrow – Waren (Müritz) – Neustrelitz Hbf | 120                                                             | DB Regio Nordost |
| RB 15                 | Waren (Müritz) – Inselstadt Malchow (– Karow (Meckl) – Plau am See) | 120 (saisonal einzelne Züge am Wochenende von/nach Plau am See) | ODEG             |
| Stand: 29. April 2024 | |                                                                 |                  |

Hinzu kommen vor allem an Wochenenden in der Sommersaison einzelne weitere Fernzüge.